# Legyezőbordák
A legyezőbordák a klasszikus gitár tetejének belső felületén legyezőszerűen elrendezett vékony, finom gerendák. Ezek a húrláb alatti részen sorakoznak oly módon, hogy nagyjából a hangszer hossztengelye irányába mutatnak, többé-kevésbé szimmetrikus, enyhén sugaras, legtöbbször a hanglyuk felé összetartó módon vannak elrendezve. Szerepük a húroknak a húrlábra gyakorolt húzóerejének minél egyenletesebb elosztása, a tető deformációjának csökkentése, de fontos akusztikai szerepet is tulajdonítanak nekik. 
Legyezőbordákat elsősorban a klasszikus- illetve flamencogitárokon alkalmaznak, más gitárféleségeken és egyéb húros hangszereken a használata nem jellemző.
A gitárszerű, lantszerű hangszereken a vékony, puhafából készült rezonánstető feladata a húrok rezgésének hangként való kisugárzása. Merevségét hagyományosan a hangszer hossztengelyére merőlegesen futó keresztgerendák segítségével biztosítják. A gitár fejlődése során a 18. század vége felé, amikor az öthúros, öt kórusos gitárok egyre inkább kiegészültek egy hatodik húrral, húrpárral, a készítők – elsősorban Spanyolországban – egyre gyakrabban alkalmaztak a tető húrláb alatti régiójának megerősítésére hosszanti, párhuzamos vagy legyezőformában összetartó gerendákat. Az első ismert gitárt, amelybe ilyen bordákat építettek, Francisco Sanguino sevillai hangszerész készítette 1759-ben, később, a 19. század elején José Pagés és Joseph Benedid cádizi, Joseph Martínez málagai, Manuel Muñoa és Juan Moreno madridi hangszerészek fejlesztették tovább ezt az újítást.
Mindezek ellenére a legyezőbordák „feltalálójának” Antonio de Torres (1817–1892) hangszerkészítőt szokták tekinteni, és ebben annyi az igazság, hogy valóban az ő munkássága révén vált tudatossá, általánossá, általánosan ismertté a legyezőbordák alkalmazása, a későbbi híres gitárkészítők szinte kivétel nélkül az ő nyomdokain haladva fejlesztették ki saját egyéni gerendázataikat.

## Külső hivatkozások
- UNSW – Guitar Construction (angolul)